# III. Johanna burgundi grófnő
Burgundi Johanna (?, 1308. május 2. – ?, 1347. augusztus 13.), más néven Jeanne de Bourgogne vagy Jeanne de France V. Fülöp francia király és Burgundi Johanna legidősebb lánya volt. Anyja révén III. Johanna néven a Burgund Szabadgrófság grófnője és II. Johanna néven Artois grófnője 1330-tól.
1313-ban eljegyezték V. Hugó burgundi herceggel, de vőlegénye még 1315-ben meghalt. 1318-ban feleségül ment Hugó öccséhez és örököséhez, IV. Odó (Eudes) burgundi herceghez, a Burgundi Hercegség uralkodójához, amely lezárta a francia trón öröklése körüli vitákat (Odó korábban unokahúga és Johanna unokatestvére, II. Johanna navarrai királynő utódlását támogatta).
Odó és Johanna házasságából 6 gyermek született, azonban Fülöp fiuk kivételével mind halva született vagy csecsemőkorban meghalt. Fülöp is anyja előtt halt meg, ezért halála után címei unokájára, Fülöpre szálltak át.